# Moluscos holoplanctónicos
Los moluscos holoplanctónicos pertenecen a la clase gastropoda, son organismos marinos cuya vida transcurre completamente en el entorno pelágico, moviéndose horizontalmente según las corrientes. Estos animales han desarrollado adaptaciones específicas para sobrevivir en este medio. Entre sus principales características destacan el cuerpo pequeño, la transparencia tanto del cuerpo como de la concha, cambios en la densidad de la concha o su ausencia, y un pie transformado en estructuras similares a alas para facilitar el desplazamiento.

## Clasificación
Los gasterópodos tradicionalmente se clasificaban en tres grandes subclases: Prosobranchia, Opisthobranchia y Pulmonata. Actualmente, estos se clasifican dentro de seis subclases: Patellogastropoda, Neomphaliones, Vetigastropoda, Neritimorpha, Caenogastropoda y Heterobranchia.
Los moluscos holoplanctónicos se encuentran en las subclases Heterobranchia y Caenogastropoda.

### Subclase Heterobranchia

#### Pterópodos
La infraclase Euthyneura, incluye a los gasterópodos holoplanctónicos de distribución global. Esta se divide en tres subórdenes: Thecosomata, Pseudothecosomata y Gymnosomata.Este grupo se caracteriza por tener una concha con abertura levógira y ser alargados. El pie se ha modificado en dos aletas con forma de alas, extendidas lateralmente, que se emplean para nadar. Además, cuentan con un lóbulo pedal posterior que participa en el proceso de alimentación.

### Subclase Caenogastropoda

#### Heterópodos
En el orden Littorinimorpha, se encuentra la superfamilia Pterotracheoidea, que incluye dos familias: Atlantidae (moluscos con concha) y Pterotracheidae (moluscos con concha reducida). Estas familias agrupan moluscos que se distinguen por tener ojos altamente desarrollados de color opaco, mientras que sus cuerpos y conchas son alargados y translúcidos.En los heterópodos, el pie está reducido a un gran músculo en forma de aleta ventral, acompañado de una ventosa situada en el borde post-ventral.

## Ecología
Estos organismos son abundantes dentro del zooplancton y se alimentan de larvas de peces, copépodos, ctenóforos y otros moluscos; a su vez, son alimento para organismos como peces, tortugas y medusas.Debido a sus migraciones verticales diarias, estos sirven como vectores de transferencia de energía a través de la columna de agua.
Recientemente se ha visto que los moluscos holoplanctónicos con concha son de interés ecológico, ya que contribuyen significativamente al ciclo del carbono en el océano,donde se ha planteado la hipótesis de que las variaciones a largo plazo en la distribución y abundancia de estos organismos pueden reflejar el efecto del cambio climático global en los océanos.

## Estudios en México
Se encontraron cerca de 40 especies de moluscos holoplanctónicos en el Golfo de Tehuantepec, los cuales representan el 58% del total registrado del Pacífico americano.Entre ellos se encuentran los grupos de Pterotracheoidea, Gymnosomata y Thecosomata del Pacífico americano, lo que confirma que el Golfo de Tehuantepec es un área de alta diversidad. 
Aunque se sabe que muchos moluscos holoplanctónicos tienen una distribución mundial, los pterotracheoideos se distribuyen principalmente en aguas cálidas, mientras que los thecosomata se encuentran en aguas templadas donde son de mayor diversidad.